# La Más Draga
La Más Draga é uma web série mexicana em formato reality show de competição de art drag produzida pela produtora La Gran Diabla, sendo transmitida exclusivamente via YouTube.
Inspirado em RuPaul's Drag Race, o programa é atualmente a mais importante competição drag do México e de países de língua hispânica, sendo o primeiro a dar visibilidade internacional às drag queens locais.
A primeira temporada estreou-se em maio de 2018, tendo sido conquistada por Deborah La Grande, e a segunda, em 2019 por Alexis 3XL. A terceira, e mais recente, consagrou Aviesc Who?.

## Apresentadores e jurados
| Equipe          | Função        | Temporadas | Temporadas | Temporadas | Temporadas |
| Equipe          | Função        | 1          | 2          | 3          | 4          |
| --------------- | ------------- | ---------- | ---------- | ---------- | ---------- |
| Lorena Herrera  | Apresentadora | Principal  | —          | —          | —          |
| Vanessa Claudio | Apresentadora | —          | Principal  | —          | —          |
| Karla Díaz      | Apresentadora | —          | —          | Principal  | —          |
| Roberto Carlo   | Apresentador  | —          | —          | —          | Principal  |
| Yari Mejía      | Jurada        | Principal  | Principal  | Principal  | Principal  |
| Letal           | Jurada        | Principal  | Principal  | Principal  | Principal  |
| Johnny Carmona  | Jurado        | Principal  | Principal  | Principal  | —          |
| Ricky Lips      | Jurada        | —          | —          | —          | Principal  |

## Temporadas
| Temporada      | Campeã            | Outras participantes em ordem de colocação | La Más Querida |
| -------------- | ----------------- | --- | -------------- |
| La Más Draga 1 | Deborah La Grande | Margaret Y Ya • Eva Blunt • Bárbara Durango • Lana Boswell • Debra Men • Cordelia Durango                                                                             | Debra Men      |
| La Más Draga 2 | Alexis 3XL        | Sophia Jimenez • Gvajardo • Job Star • Soro Nasty • Amelia Waldorf • Red Rabbit Duo • Leandra Rose • Nina De La Fuente                                                | Amelia Waldorf |
| La Más Draga 3 | Aviesc Who?       | Raga Diamante • Madison Basrey • Rudy Reyes • Memo Reyri • Mista Boo • Regina Bronx • Iviza Lioza • Luna Lansman • Wynter • Huntyy B • Stupidrag • Yayoi Bowery       | Wynter         |
| La Más Draga 4 | Rebel Mörk        | C-Pher • Elektra Vandergeld • Iris XC • La Morra Lisa • Leexa Fox • Lupita Kush • Georgiana • Vera Cruz • Tiresias • Paper Cut • Sirena • La Carrera • Aurora Wonders | Georgiana      |